# 茶屋坂通
茶屋坂通（ちゃやさかとおり）は、愛知県名古屋市千種区の町名。現行行政地名は茶屋坂通1丁目及び茶屋坂通2丁目。住居表示未実施。

## 地理
名古屋市千種区北部に位置し、東は鍋屋上野町字北山、西は上野、南は下方町・天満通・赤坂町、北は宮の腰町・茶屋が坂に接する。

## 歴史

### 町名の由来
山口街道（長久手街道）の坂に1軒の茶店があったとされることに由来する。なお、茶店は休息所であるとの説もある。

### 沿革
- 1943年2月20日 - 千種区鍋屋上野町の一部より成立[2]。
- 1980年11月23日 - 一部が上野一丁目となる[3]。
- 1988年11月20日 - 一部が茶屋が坂一丁目・宮の腰町となる[2]。

## 世帯数と人口
2019年（平成31年）1月1日現在の世帯数と人口は以下の通りである。
| 町丁     | 世帯数  | 人口  |
| -------- | ------- | ----- |
| 茶屋坂通 | 310世帯 | 657人 |

### 人口の変遷
国勢調査による人口の推移
| 1995年（平成7年）  | 705人 | [ WEB 6 ]  |  |
| 2000年（平成12年） | 650人 | [ WEB 7 ]  |  |
| 2005年（平成17年） | 627人 | [ WEB 8 ]  |  |
| 2010年（平成22年） | 595人 | [ WEB 9 ]  |  |
| 2015年（平成27年） | 632人 | [ WEB 10 ] |  |

## 学区
市立小・中学校に通う場合、学校等は以下の通りとなる。また、公立高等学校に通う場合の学区は以下の通りとなる。なお、小・中学校は学校選択制度を導入しておらず、番毎で各学校に指定されている。
| 丁目          | 小学校                                        | 中学校                                      | 高等学校 |
| ------------- | --------------------------------------------- | ------------------------------------------- | -------- |
| 茶屋坂通1丁目 | 名古屋市立上野小学校                          | 名古屋市立振甫中学校                        | 尾張学区 |
| 茶屋坂通2丁目 | 名古屋市立上野小学校 名古屋市立富士見台小学校 | 名古屋市立振甫中学校 名古屋市立千種台中学校 | 尾張学区 |

## 施設
- 名古屋茶屋坂郵便局
- 名古屋銀行茶屋坂支店
- 大垣共立銀行茶屋坂支店

## 交通
- 愛知県道215号田籾名古屋線（出来町通）
- 基幹バス - 茶屋ヶ坂バス停
  - 東行き：引山・三軒家方面
  - 西行き：栄・名古屋駅方面

## その他

### 日本郵便
- 郵便番号 : 464-0093[WEB 3]（集配局：千種郵便局[WEB 13]）。

### WEB
1. ↑  “愛知県名古屋市千種区の町丁・字一覧”.   人口統計ラボ. 2016年1月29日閲覧。
2. 1 2  “町・丁目(大字)別、年齢(10歳階級)別公簿人口(全市・区別)”.   名古屋市 (2019年1月23日). 2019年1月23日閲覧。
3. 1 2  “郵便番号”.  日本郵便. 2019年1月6日閲覧。
4. ↑  “市外局番の一覧”.   総務省. 2019年1月6日閲覧。
5. ↑  “千種区の町名一覧”.   名古屋市 (2015年10月21日). 2019年1月12日閲覧。
6. ↑  総務省統計局 (2014年3月28日). “平成7年国勢調査の調査結果(e-Stat) - 男女別人口及び世帯数 －町丁・字等” (CSV). 2019年4月27日閲覧。
7. ↑  総務省統計局 (2014年5月30日). “平成12年国勢調査の調査結果(e-Stat) - 男女別人口及び世帯数 －町丁・字等” (CSV). 2019年4月27日閲覧。
8. ↑  総務省統計局 (2014年6月27日). “平成17年国勢調査の調査結果(e-Stat) - 男女別人口及び世帯数 －町丁・字等” (CSV). 2019年4月27日閲覧。
9. ↑  総務省統計局 (2012年1月20日). “平成22年国勢調査の調査結果(e-Stat) - 男女別人口及び世帯数 －町丁・字等” (CSV). 2019年4月27日閲覧。
10. ↑  総務省統計局 (2017年1月27日). “平成27年国勢調査の調査結果(e-Stat) - 男女別人口及び世帯数 －町丁・字等” (CSV). 2019年4月27日閲覧。
11. ↑  “市立小・中学校の通学区域一覧”.   名古屋市 (2018年11月10日). 2019年1月14日閲覧。
12. ↑  “平成29年度以降の愛知県公立高等学校（全日制課程）入学者選抜における通学区域並びに群及びグループ分け案について”.   愛知県教育委員会 (2015年2月16日). 2019年1月14日閲覧。
13. ↑  郵便番号簿 平成29年度版 - 日本郵便. 2019年01月06日閲覧 (PDF)

### 書籍
1. ↑  「角川日本地名大辞典」編纂委員会 1989, p. 831.
2. 1 2  名古屋市計画局 1992, p. 729.
3. ↑  名古屋市計画局 1992, p. 728.